# Лайонел Линкольн
«Ла́йонел Ли́нкольн, и́ли Оса́да Бо́стона» (англ. Lionel Lincoln, or The leaguer of Boston) — исторический роман американского писателя Джеймса Фенимора Купера, увидевший свет в 1825 году.

## История создания
В ситуации, когда приближался 50-летний юбилей Войны за независимость США, Купер задумал цикл романов об этой войне, который должен был называться «Легенды тринадцати республик». Он планировал посвятить по одному роману роли каждой из тринадцати колоний в завоевании независимости. Первой частью этого цикла должна была стать книга о Массачусетсе, поскольку именно с Бостона началось освободительное движение.
В ходе работы над романом Купер основательно изучил исторические материалы, воспоминания очевидцев; он сам ездил на места событий, которые собирался описать. Книга увидела свет уже весной 1825 года — через год с небольшим после публикации предыдущей книги, романа «Лоцман, или Морская история».

## Сюжет
Заглавный герой романа — американец, который служит майором в английской армии и влюблён в юную Сесилию Дайвор, живущую в Бостоне. В книге описывается первый этап Войны за независимость: поход английских частей на Конкорд, сражения при Лексингтоне и на высотах Банкер-Хилл и последовавшая за этим осада Бостона восставшими. Но при этом основное место в романе занимает любовная линия.

## Реакция
«Лайонел Линкольн» получил в целом хорошие отзывы в прессе. Рецензенты отмечали историческую достоверность описаний сражений, в первую очередь при Банкер-Хилле, но при этом жёстко критиковали любовную линию и в целом линию, связанную с главным героем, отмечая, что «вкус нынешних читателей романов требует чего-то совершенно отличного от деликатных душевных страданий и различных запутанных житейских историй с их потайными дверями и ходами-ловушками — историй, которые завораживали умы и потрясали души более романтических поколений».
Публика отнеслась к роману прохладно. Патриотично настроенные американские читатели могли только с недоумением отнестись к изображению в качестве главного героя уроженца колоний, служащего офицером в британской армии.